# Corydalina
Corydaline es un inhibidor de la acetilcolinesterasa aislado de la planta Corydalis yanhusuo.